# Solomys salebrosus
Solomys salebrosus  (Troughton, 1936) è un roditore della famiglia dei Muridi, diffuso in alcune delle Isole Salomone.

## Descrizione

### Dimensioni
Roditore di grandi dimensioni, con lunghezza della testa e del corpo tra 225 e 328 mm, la lunghezza della coda tra 238 e 250 mm, la lunghezza del piede tra 46 e 50,5 mm, la lunghezza delle orecchie tra 18 e 20,7 mm e un peso fino a 460 g.

### Aspetto
La pelliccia è sparsa e ruvida. Le parti superiori sono bruno-giallastre scure brizzolate, più chiare lungo i fianchi e cosparse di lunghi peli neri. Il naso, le labbra e il dorso delle orecchie sono color tabacco, mentre le parti ventrali sono rosa-giallastre. Il dorso delle zampe è brunastro, le zampe anteriori sono marroni scure, mentre i piedi sono bruno-giallastri. La coda è più corta della testa e del corpo, la base è ricoperta densamente di peli, il resto ne è privo. Sono presenti 9-10 anelli di scaglie per centimetro. Le femmine hanno due paia di mammelle inguinali.

## Biologia

### Comportamento
È una specie arboricola. Costruisce nidi di foglie all'interno di alberi cavi.

### Riproduzione
Le femmine danno alla luce un piccolo alla volta.

## Distribuzione e habitat
Questa specie è diffusa sull'isola di Bougainville e Choiseul, Isole Salomone. Resti fossili sono stati rinvenuti anche sull'Isola di Buka.
Vive nelle foreste tropicali umide fino a 200 metri di altitudine.

## Conservazione
La IUCN Red List, considerato il declino della popolazione di circa il 50% nei 5 anni passati e in previsione nei fprossimi 5 a causa del disboscamento, classifica M.salebrosus come specie in pericolo (EN).